# Hexacord

Himne Ut queant laxis, origen de les sis síl·labes de l'hexacord

Un hexacord  (del grec hex «sis», chordé «corda») és un conjunt de sis notes consecutives. A l'Edat Mitjana, esdevingueren el fonament per a aprendre a cantar el cant gregorià i la música mensural. Per a cantar un àmbit més ample que un hexacord, era necessari anar superposant diferents hexacords i saber canviar de l'un a l'altre, considerant l'estructura de tons i semitons de l'escala diatònica.

## Origen
Els hexacords foren desenvolupats al segle XI per Guido d'Arezzo a partir de l'himne gregorià Ut queant laxis: Les sis primeres frases de l'himne comencen amb sis notes diferents, cadascuna un grau més amunt que l'anterior. Guido feia aprendre els seus alumnes l'himne de memòria, i d'aquesta manera els començaments de cada frase servien com a models mnemotècnics per a trobar les melodies d'altres cants gregorians que començaven de manera anàloga.

## Desenvolupament de la solmització hexacordal
Més endavant, es desenrotllà l'hexacord com a base de la solmització, agafant de cada frase només la primera nota, i assignant-li la síl·laba corresponent segons el text de l'himne: ut, re, mi, fa, sol, la. L'estructura intervàl·lica de l'hexacord és simètrica, amb el semitò al mig (mi-fa), i dos tons successius tant per dalt (fa-sol-la) com per baix (mi-re-ut).
Tanmateix, cal tindre sempre present que aquestes síl·labes no eren notes musicals com el do-re-mi actual, sinó que representaven una estructura intervàl·lica que es pot trobar en diferents posicions de l'escala. Les notes fixes s'indicaven amb lletres (C-D-E), tal com encara es fa per exemple en anglés. Així doncs, l'ut podia estar al G, de manera que el semitò coincidia amb B-C, o també podia situar-se al F, de manera que el semitò (mi-fa) es trobava entre A i B. En aquest últim cas, es tractava per tant d'un B més baix, també conegut com a B fa, a només un semitò de l'A, mentres que el B mi, més agut, es trobava a un semitò del C.

## B fa i B mi
Aquesta diferència entre el B fa i el B mi és la clau per a entendre l'origen dels bemolls i els becaires:
- Als fa (notes a només un semitò de la nota inferior) se'ls atribuïa una qualitat molla (en llatí: molle). Per aquesta raó, el B/si bemoll es representava gràficament amb una lletra b rodona i s'anomenava b fa, b molle o b rotundum.
- Als mi (notes a només un semitò de la nota superior) se'ls atribuïa una qualitat dura (en llatí: durum). Per aquesta raó, el B/si natural es representava gràficament amb una lletra b quadrada i s'anomenava b mi, b durum o b quadratum.

Aquest fenomen encara queda reflectit en molts aspectes de la terminologia musical en diversos idiomes: Tant «bemoll» (del llatí b molle) com «becaire» (del llatí b quadratum) fan referència a la nota B, tot i que més endavant es va aplicar de manera anàloga a l'E i a altres notes. L'alemany en canvi va optar per distingir aquestes dues variants notes amb dues lletres diferents: el B per al si bemoll i el H (potser com hart, «dur») per al si natural. Un acord format sobre el G seria Dur, (major, literalment «dur») si és major, amb el si natural (G-H-D); i (menor, literalment «moll») si és amb el si bemoll (G-B-D).

## El gamut
Tot i que a l'Edat Mitjana es feien servir hexacords a partir de pràcticament qualsevol nota, al Renaixement aquests es limiten (en la teoria, que no en la pràctica), a tres punts concrets de l'escala: l'ut es pot situar al C, l'F o el G. D'aquesta manera, per a cobrir tot l'espai tonal de la teoria renaixentista, que va del G greu de la veu del baix fins a l'e agut del tiple, són menester un total de 7 hexacords.
| Nota | Síl·laba | Síl·laba | Síl·laba | Síl·laba | Síl·laba | Síl·laba | Síl·laba |
| ee   |          |          |          |          |          |          | la       |
| dd   |          |          |          |          |          | la       | sol      |
| cc   |          |          |          |          |          | sol      | fa       |
| bb♮  |          |          |          |          |          |          | mi       |
| bb♭  |          |          |          |          |          | fa       |          |
| aa   |          |          |          |          | la       | mi       | re       |
| g    |          |          |          |          | sol      | re       | ut       |
| f    |          |          |          |          | fa       | ut       |          |
| e    |          |          |          | la       | mi       |          |          |
| d    |          |          | la       | sol      | re       |          |          |
| c    |          |          | sol      | fa       | ut       |          |          |
| b♮   |          |          |          | mi       |          |          |          |
| b♭   |          |          | fa       |          |          |          |          |
| a    |          | la       | mi       | re       |          |          |          |
| G    |          | sol      | re       | ut       |          |          |          |
| F    |          | fa       | ut       |          |          |          |          |
| E    | la       | mi       |          |          |          |          |          |
| D    | sol      | re       |          |          |          |          |          |
| C    | fa       | ut       |          |          |          |          |          |
| B    | mi       |          |          |          |          |          |          |
| A    | re       |          |          |          |          |          |          |
| Γ    | ut       |          |          |          |          |          |          |

Les notes reben un nom compost: una lletra (clavis) per a l'altura absoluta, seguida de les síl·labes de solmització (voces) que són possibles en diferents hexacords. Així doncs, l'actual re/D s'anomena D la sol re, indicant que:
- D és l'altura absoluta
- és un la quan la melodia baixa «per be moll», amb el semitò fa-mi entre el B(bemoll) i l'A
- és un sol baixant «per be quadrat», amb el semitò fa-mi entre C i B(becaire)
- i és un re quan la melodia puja

El sistema complet també reb el nom de gamut, per sinècdoque a partir de Gamma ut, que és la nota més greu del sistema. En aquest cas, el G més greu s'anomena amb la G grega, Γ (gamma), per distingir-lo del G que hi ha una octava més amunt. El gamut complet es podia practicar perfectament sense paper, mitjançant la mà guidoniana. De fet, una de les primeres coses que aprenien els xiquets cantors era a situar el C fa ut, D sol re, E la mi, etc en la mà.

## Evolució posterior
En créixer l'àmbit de les melodies al llarg del Renaixement i el Barroc, la solmització necessitava cada volta més mutacions (canvis d'hexacord) i esdevenia més complicada. Així doncs, a principis del segle XVII, sorgeixen propostes per a afegir una setena síl·laba que comunique l'hexacord amb el següent ut i, per tant, permeta estalviar-se la mutació. Alguns tractadistes, com ara Adriano Banchieri el 1614, proposen dues síl·labes (ba o bi) segons la setena nota siga un B fa o un B mi. Durant quasi dos segles, la solmització hexacordal conviurà amb la nova solmització de set síl·labes. Al mateix temps, aquesta última es desenvoluparà de dues maneres:
- la «solmització relativa», que portarà a mètodes com els de Sarah Ann Glover i més endavant Zoltán Kodály, on el do es pot situar en qualsevol nota, en funció de la tonalitat
- la «solmització absoluta», que predomina avuí als països de llengües romàniques, on el do sempre coincideix amb el C, el re amb el D, etc, convertit la denominació de les notes amb lletres en redundant i obsoleta

## Altre concepte d'hexacord
El terme hexacord s'empra també ocasionalment en la música dodecafònica per a indicar la meitat d'una sèrie (atonal) de dotze notes, tot i que aquest concepte d'hexacord no té absolutament cap relació amb l'hexacord medieval.